# Alabagrus albispina
Alabagrus albispina är en stekelart som först beskrevs av Cameron 1887.  Alabagrus albispina ingår i släktet Alabagrus och familjen bracksteklar. Inga underarter finns listade i Catalogue of Life.